# Lomamifloden
Lomamifloden är en av Kongoflodens största bifloder och flyter helt inom Kongo-Kinshasas gränser. 
Lomanifloden är ungefär 128 mil lång. Den rinner upp i södra delen av landet nära Kamina och vattenskiljaren mellan Kongofloden och Zambezifloden och flyter norrut norrut, väster om och parallellt med övre delen av Kongofloden, förbi orterna Lubao, Tshofa, Kombe, Bolaiti, Opala, och Irema, innan den förenas med Kongofloden i Isangi.